# Thalassodes
Thalassodes is een geslacht van vlinders van de familie spanners (Geometridae), uit de onderfamilie Geometrinae.

## Soorten
- T. acutipennis Prout, 1916
- T. albifimbria Warren, 1897
- T. antiquadraria Inoue, 1976
- T. antithetica Herbulot, 1964
- T. aptifimbria Prout, 1916
- T. aucta Prout, 1912
- T. baladensis Holloway, 1977
- T. camerunalta Herbulot, 1986
- T. caprifolia Herbulot, 1986
- T. clarifimbria Prout, 1919
- T. curiosa Swinhoe, 1902
- T. charops Prout, 1928
- T. chloropis Meyrick, 1886
- T. deloloma Prout, 1925
- T. dentatilinea Prout, 1912
- T. depulsata Walker, 1861
- T. diaphana Debauche, 1941
- T. dissepta Walker, 1861
- T. dissita Walker, 1861
- T. dorsilinea Warren, 1903
- T. dorsipunctata Warren, 1903
- T. effata Prout, 1916
- T. falsaria Prout, 1912
- T. figurata Robinson, 1968
- T. fiona Robinson, 1975
- T. flavifimbria Warren, 1912
- T. floccosa Prout, 1917
- T. furvifimbria Prout, 1917
- T. gigas Warren, 1899
- T. grammonota Prout, 1916
- T. griseifimbria Prout, 1937
- T. halioscia Warren, 1912
- T. hypocrites Prout, 1912
- T. hypoxantha Fletcher, 1957
- T. hyraria Guenée, 1857
- T. immissaria Walker, 1861
- T. inconclusaria Walker, 1861
- T. interalbata Prout, 1911
- T. javensis Prout, 1925
- T. leucoceraea Prout, 1925
- T. leucospilota Moore, 1887

- T. liquescens Prout, 1934
- T. microchloropis Holloway, 1979
- T. minor Prout, 1933
- T. mohrae Sommerer, 1997
- T. nivestrota Warren, 1903
- T. opaca Warren, 1898
- T. opalina Butler, 1880
- T. pantascia West, 1930
- T. pilaria Guenée, 1857
- T. progressa Prout, 1926
- T. proquadraria Inoue, 1976
- T. pseudochloropis Holloway, 1979
- T. quadraria Guenée, 1857
- T. regressa Herbulot, 1958
- T. retusa Prout, 1922
- T. rhytiphorus Lower, 1893
- T. rubellifrons Warren, 1912
- T. saturata Snellen, 1881
- T. scrutata Herbulot, 1972
- T. semihyalina Walker, 1861
- T. subquadraria Inoue, 1976
- T. subviridis Warren, 1905
- T. tanymelea Prout, 1916
- T. umbrimedia Warren, 1903
- T. unicolor Warren, 1902
- T. veraria Guenée, 1857
- T. viridifascia Swinhoe, 1908
- T. viridimargo Holloway, 1979
- T. zebrata Warren, 1906
- T. zothalmia Prout, 1933